# Козиренко Марія Михайлівна
Марія Михайлівна Козиренко (19 травня 1986, Харків) — українська письменниця, поетка, художниця. Авторка п'яти книг.  Лауреатка літературних та мистецьких премій та конкурсів.

## Життєпис
У 1993—2003 роках навчалася у Височанській ЗОШ № 2 (смт. Високий, Харківського району Харківської області). У 1993—1996 роках навчалася у Височанській Школі Мистецтв. У 1999—2003 роках входила до складу літературної студії «Зав'язь» при Харківському обласному палаці дитячої та юнацької творчості (керівник — Тараненко Ольга Степанівна). У 2008 році здобула ступінь магістра філології у Харківському національному університеті імені В. Н. Каразіна.
Художньо оформлювала власні книги («Сонячна бомба», «Бюро загублених думок», «Жуйка», «Відкривати тут»). Також ілюструвала східноукраїнську антологію «Кальміюс», яка вийшла друком у грудні 2017 року. 
Одружена з літератором Ігорем Бондарем-Терещенком.

## Творчий доробок
Авторка п'яти книг:
- Збірка поезій «Сонячна бомба» (м. Харків, Видавництво «Крок», ст. 52, Наклад — 200 пр., 2008, ISBN 966-652-161-3)
- Книга малої прози «Бюро загублених думок» [Архівовано 18 Вересня 2018 у Wayback Machine.] (м. Луцьк, ПВД «Твердиня», ст. 68, Наклад 300 пр., 2009, ISBN 978-617-5170-02-1)
- Повість «Жуйка» [Архівовано 18 Вересня 2018 у Wayback Machine.] (м. Львів, Видавництво Кальварія, ст. 120, наклад 1000 пр., 2016, ISBN 978-966-6633-56-2)
- Збірка поезій «Слова автора» [Архівовано 18 Вересня 2018 у Wayback Machine.] (м. Київ, Електрокнига, ст. 60, наклад 200 пр., 2017, ISBN 978-617-7026-47-0)
- Збірка поезій «Відкривати тут» (м. Харків, Фабула, ст. 128, наклад 1000 пр., 2019, ISBN 978-617-09-5575-3).

Також друкувалася в журналах «Березіль», «Золота доба», «Нова проза», «Склянка Часу», «PROчуття», «©оюз Писателей» та ін. У колективних збірках та антологіях «Жіночий погляд» (Харків, Видавництво Фоліо, 2009 р.), «Степ» (Львів, Видавництво Піраміда, 2012 р.), «Кальміюс» [Архівовано 26 Лютого 2018 у Wayback Machine.] (Київ, Видавництво Ліра-К, 2017), антології українського верлібру «Ломикамінь [Архівовано 8 Серпня 2018 у Wayback Machine.]» (Львів, Видавництво Піраміда, 2018) та ін.

## Літературні та художні відзнаки
- Дипломантка міжнародного літературного конкурсу «Гранослов» (2004)
- Лауреатка обласного конкурсу «Молодіжний лідер року-2004» у номінації «Поет, письменник»
- Дипломантка щорічного обласного фестивалю та семінару «Молода Слобожанщина» (2004—2006).
- У 2007 році отримала 3 місце в номінації «Проза» в літературному конкурсі «Рукомесло»
- Переможниця конкурсу імені О. С. Масельського у номінаціях "Проза " та «Поезія» (2016—2017)
- В 2016 році в номінації «Поезія» отримала друге місце у літературному конкурсі «Кальміюс».
- II премія всеукраїнського поетичного конкурсу «Карпатський Пегас» (2018).
- І місце в літературно-музичному конкурсі «Кальміюс» у номінації «Поезія для дорослих» (2018)
- III місце в літературно-музичному конкурсі «Кальміюс» у номінації «Поезія для дітей» (2018)
- Переможниця конкурсу мистецьких проєктів Мистецької резиденції імені Назарія Войтовича (Україна, 2020).

## Виставки
Картини художниці зберігаються в приватних колекціях в Україні та за кордоном, у фондах державних та приватних музеїв та галерей України.
Персональні виставки:
- «Льодяниковий період» (Харківський літературний музей, Харків, Україна, 2010)
- «2 D» (Харківська муніципальна галерея, Харків, Україна, 2011)
- «Острови» (онлайн-виставка на платформі Kunstmatrix, організована Мистецькою резиденцією імені Назарія Войтовича, Україна, 2020).

## Відео
- Марія Козиренко